# Associação Desportiva Brusque (basquete)
A Associação Desportiva Brusque, conhecido também como Basquete Brusque, é uma equipe de basquetebol da cidade de Brusque, Santa Catarina que disputa o Campeonato Brasileiro de Clubes.

## Títulos
- Campeonato Catarinense: 2 vezes (2013 e 2016).

## Arenas
A equipe manda seus jogos na Arena Brusque e no Ginásio do Sesi que comportam aproximadamente 5.000 e 1.000 pessoas respectivamente. 

## Desempenho por temporadas
| Temporada | Nível | Estadual    | Pos. | Pós Temporada | TR  | PL  | Nacional    | Nacional  |
| --------- | ----- | ----------- | ---- | ------------- | --- | --- | ----------- | --------- |
| 2010      | 1     | Catarinense | 2º   | Finalista     | -   | -   | -           | -         |
| 2011      | 1     | Catarinense | 2º   | Finalista     | -   | -   | -           | -         |
| 2012      | 1     | Catarinense | 2º   | Finalista     | 5-1 | 1-1 | -           | -         |
| 2013      | 1     | Catarinense | 1º   | Campeão       | 6-2 | 3-0 | -           | -         |
| 2014      | 1     | Catarinense | 2º   | Finalista     | 8-0 | 2-2 | –           | –         |
| 2015      | 1     | Catarinense | 3º   | Final Four    | 8-0 | 1-1 | –           | –         |
| 2016      | 1     | Catarinense | 1º   | Campeão       | 8-2 | 5-0 | –           | –         |
| 2017      | 1     | Catarinense | 1º   | Finalista     | 7-1 | 4-2 | 2 Liga Ouro | 5º (1-15) |
| 2018      | 1     | Catarinense | 2º   | Semifinalista | 9-3 | 2-2 | 2 Liga Ouro | 8º (2-14) |